# Ducs a Baviera
Duc a Baviera -en alemany Herzog in Bayern-, (no confondre amb duc de Baviera -en alemany Herzog von Bayern-) és un títol nobiliari utilitzat pels membres de la Casa de Wittelsbach descendents de la branca de comtes palatins de Zweibrücken-Birkenfeld-Gelnhausen.
El títol va prendre major rellevància quan, el 16 de febrer de 1799, va morir el cap de la Casa de Wittelsbach, Carles II Teodor de Baviera, Príncep Elector, Comte Palatí i Duc de Baviera. En aquest moment, hi havia solament dues branques supervivents de la família: els Zweibrücken, amb el duc Maximilià I de Baviera al capdavant, i els Birkenfeld, amb Guillem de Baviera, Comte Palatí de Birkenfeld-Gelnhausen i Duc de Berg, com a cap. Mentre que Maximilià va heretar el títol d'elector de Baviera que li portaria més tard en ser Rei, Guillem va ser compensat amb el títol de Duc a Baviera i el tractament de la seva Altesa Reial per a si i els seus descendents.
L'any 1965, quedaven solament dos membres masculins de la família, el duc Lluís Guillem de Baviera i el seu cosí, el duc Leopold. Tots dos eren considerablement majors i mancaven de descendència. Així, el 18 de març de 1965, Lluís Guillem va decidir adoptar al príncep Maximilià Manel Lluís de Baviera, segon fill del seu nebot, el príncep Albert de Baviera. Fins a aquest llavors, Maximilià havia utilitzat com a cognom el títol Duc a Baviera (Herzog in Bayern), en comptes de Príncep de Baviera (Prinz von Bayern), que és el que li corresponia. Maximilià va tenir cinc filles, nascudes totes elles duquesses a Baviera (Herzogin in Bayern).